# Алексеев, Дмитрий Витальевич
Дми́трий Вита́льевич Алексе́ев (род. 17 февраля 1998, Челябинск) — российский хоккеист, защитник.

## Карьера

### В клубе
Воспитанник челябинского «Трактора». С 2014 по 2018 год выступал в МХЛ за молодёжную команду «Белые медведи» и юниорскую сборную России. С сезона 2016/17 играл за «Челмет» в ВХЛ. В КХЛ дебютировал 20 сентября 2017 года в матче против «Сочи». Всего в дебютном сезоне 2017/18 принял участие в трёх матчах регулярного чемпионата и одной игре плей-офф.

### В сборной
Вызывался в юниорскую сборную, в составе молодёжной сборной принимал участие в Кубке Чёрного моря и Турнире четырёх наций.